# Nor de galaxii
Un nor de galaxii este un grup de roiuri de galaxii și o substructură a unui super-roi de galaxii. De exemplu, super-roiul Fecioarei conține, în afară de roiul Fecioarei, norul Câinilor de Vânătoare și norul Fecioarei II.